# C'è ancora domani
C'è ancora domani è un film del 2023 co-scritto, diretto e interpretato da Paola Cortellesi, al suo debutto alla regia.
È stato presentato alla Festa del Cinema di Roma 2023 in concorso nella categoria "Progressive Cinema - Visioni per il mondo di domani", ottenendo due premi, tra cui il premio speciale della giuria e una menzione speciale come miglior opera prima. È stato poi premiato come Film dell'anno ai Nastri d'argento del 2024. La pellicola ha ottenuto 19 candidature ai David di Donatello, risultando l'opera d'esordio con il più alto numero di candidature nella storia del riconoscimento; nell'occasione ha vinto sei premi.
La pellicola è stata un successo al botteghino, venendo apprezzata dalla critica italiana per la regia e le prove recitative degli attori, oltre che per le tematiche di forte attualità, legate alla cultura patriarcale, alla violenza di genere e ai diritti delle donne, mentre è stata accolta in maniera mista dalla critica estera.

## Trama
Roma, maggio 1946. Dopo la sconfitta e le devastazioni della seconda guerra mondiale, la città, come il resto dell'Italia, è occupata dai reparti militari alleati; sono inoltre imminenti il referendum istituzionale e l'elezione dell'Assemblea Costituente del 2 e 3 giugno.
In città vive la famiglia Santucci, composta dalla madre Delia, dal marito Ivano, uomo violento e irascibile che quotidianamente percuote, deride e svilisce la moglie, dal padre di quest'ultimo, Ottorino, di uguale indole, e dai tre figli Marcella, Sergio e Franchino. La primogenita disapprova la madre per la passività con cui subisce gli abusi coniugali e con cui accetta i tradimenti di Ivano durante le sue uscite serali.
Le giornate di Delia trascorrono tra le violenze fisiche e psicologiche perpetrate dal marito, le faccende domestiche e vari lavori sottopagati, tra cui un impiego in una fabbrica di ombrelli dove un giovane apprendista, con molta meno esperienza di lei, riceve una paga maggiore solo perché uomo. Le uniche fonti di sollievo per la donna sono l'amicizia con Marisa, fruttivendola spiritosa e ottimista che, al contrario di Delia, ha una relazione matrimoniale sana, e con il meccanico Nino, con cui in gioventù aveva avuto una storia d'amore, il quale le propone di emigrare con lui al Nord per avere prospettive lavorative e di vita migliori.
Un giorno, Delia restituisce una foto di famiglia, trovata casualmente per strada, a un soldato afroamericano, William, che l'aveva smarrita. Il militare la ringrazia offrendole del cioccolato, ma i due non riescono a comunicare in quanto lei non conosce l'inglese e lui non conosce l'italiano. Dopo altri incontri fortuiti, William nota i lividi sul corpo di Delia e, capendo le sue difficoltà, le urla di essere disposto ad aiutarla, mentre lei accelera il passo per allontanarsi.
La donna intanto riceve anche una misteriosa lettera, che inizialmente getta via ma in seguito decide di custodire, traendo da essa la forza per reagire alla sua condizione.
Nel frattempo Marcella frequenta Giulio Moretti, giovane rampollo di una famiglia benestante che è proprietaria di un bar della zona: Ivano è soddisfatto per il tornaconto economico che scaturirebbe dalle nozze, mentre Sergio e Franchino non vedono l'ora che la sorella si sposi e lasci la casa soltanto per poter occupare il suo letto e non dover più condividere l'altro letto presente nella stanza. Nonostante il pranzo offerto dai Santucci alla famiglia di Giulio sfoci in un disastro a causa del comportamento volgare di Ivano, Sergio, Franchino e Ottorino, i due ragazzi si fidanzano ufficialmente. Poco tempo dopo, Delia si accorge che Giulio, che fino a quel momento era sempre stato molto gentile, disponibile e comprensivo con tutti, ha iniziato a manifestare verso Marcella gli stessi atteggiamenti che Ivano manifestava verso di lei quando si erano fidanzati. Temendo che la figlia possa fare la sua stessa fine, oppressa e umiliata da un marito violento e infedele, la donna, con l'aiuto di William, fa esplodere il bar della famiglia Moretti, mandandola sul lastrico e causando la fine del fidanzamento e la disperazione di Marcella, la quale vorrebbe comunque sposare Giulio, ma Ivano, ora che i Moretti sono ridotti in miseria, si oppone senza mezze misure al matrimonio.
A questo punto Delia è ormai decisa a ribellarsi al marito e sceglie di farlo il 2 giugno, giorno della partenza di Nino per il settentrione. Quando giunge l'ora, come pretesto, la protagonista dice al marito di dover andare a fare delle iniezioni nel palazzo di Marisa, come già fatto altre volte, così da potersi allontanare senza destare sospetti, ma proprio in quel momento si scopre che il suocero Ottorino, da tempo malato e costretto a letto, ha avuto un peggioramento improvviso ed è morto. Viene quindi allestita la veglia funebre, che costringe Delia a restare a casa per tutto il giorno. La donna tuttavia non si perde d'animo, dicendosi che «c'è ancora domani» per mettere in atto il suo piano, battuta da cui deriva il titolo della pellicola.
La mattina seguente, mentre Marcella dorme, Delia le lascia sul comodino una busta con una lettera e dei soldi che aveva originariamente messo da parte per il corredo nuziale della figlia, di nascosto da Ivano, il quale invece avrebbe voluto cavarsela riciclando il vecchio abito da sposa della moglie, e che invece vuole che la figlia utilizzi per poter studiare e diplomarsi, in contrasto con il volere di Ivano, il quale aveva invece deciso che Marcella, in quanto donna, non avrebbe dovuto farlo, e che valeva la pena investire solo per l'istruzione dei due figli maschi.
Delia quindi esce di casa e si scopre solo a questo punto che non ha alcuna intenzione di fuggire con Nino, bensì di recarsi alle urne a votare per la prima volta, insieme a molte altre donne d'Italia. Poco prima di entrare nel seggio, si rende conto di aver smarrito la tessera elettorale, che le è caduta inavvertitamente prima di uscire di casa: era proprio essa il contenuto della misteriosa lettera che Delia custodiva. In quel momento la protagonista viene raggiunta sia da Ivano, che si era accorto della tessera elettorale sul pavimento e l'aveva appallottolata scagliandola rabbiosamente a terra ed intende riportare la moglie a casa con la forza, sia da Marcella, che ha recuperato la tessera appallottolata con l'intento di consegnarla alla madre per permetterle di votare. La ragazza riesce a farsi strada tra la ressa dei votanti e a dare il documento a Delia, la quale può quindi votare.
All'uscita dal seggio, Ivano si dirige minaccioso verso la moglie, ma lo sguardo deciso di Delia, che lo fissa senza timore, circondata da tutte le altre donne che come lei hanno votato per la prima volta, lo spinge a fermarsi, a desistere e ad andarsene.

## Produzione
C'è ancora domani è nato da un'idea di Paola Cortellesi, che ha scritto la sceneggiatura con Furio Andreotti e Giulia Calenda, basandosi sulla vita delle donne nel secondo dopoguerra in Italia e traendo ispirazione dalle storie raccontate dalla propria nonna e dalla propria bisnonna.
Il film è caratterizzato dall'essere girato completamente in bianco e nero, scelta motivata dalla Cortellesi sia come un tributo ai film neorealisti italiani del secondo dopoguerra sia dal fatto che lei immaginasse rappresentate in questo modo le memorie delle proprie nonne. Per i primi otto minuti del film sono state inoltre utilizzate delle cineprese in rapporto 4:3, un altro omaggio ai film dell'epoca.

Il film è stato prodotto da Mario Gianani e Lorenzo Gangarossa per Wildside e Vision Distribution. Le riprese esterne del film si sono tenute a Roma nel rione Testaccio mentre le ambientazioni interne sono state girate presso gli studi di Cinecittà. La regista ha preso parte in prima persona ai provini, cercando di rendere gli aspiranti attori parte della sua idea fin dai primi momenti della fase di registrazione. In un'intervista rilasciata a The Hollywood Reporter Roma, Cortellesi ha spiegato la scelta di ambientare il film nella città:

## Colonna sonora
La colonna sonora è stata curata da Lele Marchitelli e alterna composizioni originali a brani già editi.

### Tracce
1. Aprite le finestre (Fiorella Bini)
2. Calvin (The Jon Spencer Blues Explosion)
3. M'innamoro davvero (Fabio Concato)
4. Irrequietezza (Lele Marchitelli)
5. La lettera (Lele Marchitelli)
6. Nessuno (Musica Nuda)
7. Perdoniamoci (Achille Togliani)
8. Nella città (Lele Marchitelli)
9. La sera dei miracoli (Lucio Dalla)
10. Ansia e dolore (Lele Marchitelli)
11. C’è ancora domani (Lele Marchitelli)
12. B.O.B. (Bombs Over Baghdad) (OutKast)
13. A bocca chiusa (Daniele Silvestri)
14. The little things (The Big Gigantic feat. Angela McCluskey)
15. Swinging on the right side (Lorenzo Maffia e Alessandro La Corte)
16. Tu sei il mio grande amor (Lorenzo Maffia, Alessandro La Corte e Enrico Rispoli)

## Distribuzione

### Data di uscita
Presentato in anteprima come film di apertura alla Festa del Cinema di Roma 2023 il 18 ottobre 2023, C'è ancora domani è stato distribuito nelle sale cinematografiche italiane il 26 ottobre 2023. Nel 2024 è stato distribuito anche in Francia dalla Universal Pictures e nel Regno Unito e Irlanda da Vue International.
Le date di uscita internazionali sono state:
- 26 ottobre 2023 in Italia e Canton Ticino[29]
- 29 gennaio 2024 in Svezia in anteprima al Festival del Cinema di Göteborg
- 1° marzo in Svezia
- 8 marzo in Marocco in anteprima a Rabat[30] e a Tangeri[31]
- 13 marzo in Romandia, Marocco e Francia (Il reste encore demain)
- 15 marzo in Belgio
- 21 marzo nei Paesi Bassi
- 4 aprile in Svizzera tedesca, Germania (Morgen ist auch noch ein Tag) e Austria
- 11 aprile in Argentina

| Paese         | Data di uscita                   |
| ------------- | -------------------------------- |
| Italia        | 18 ottobre 2023                  |
| Italia        | 26 ottobre 2023                  |
| Svizzera      | 26 ottobre 2023 ( Ticino)        |
| Svizzera      | 13 marzo 2024 (Romandia)         |
| Svizzera      | 4 aprile 2024 (Svizzera tedesca) |
| Svezia        | 29 gennaio 2024                  |
| Svezia        | 1 marzo 2024                     |
| Marocco       | 8 marzo 2024                     |
| Marocco       | 13 marzo 2024                    |
| Francia       | 13 marzo 2024                    |
| Belgio        | 15 marzo 2024                    |
| Paesi Bassi   | 21 marzo 2024                    |
| Germania      | 4 aprile 2024                    |
| Austria       | 4 aprile 2024                    |
| Argentina     | 11 aprile 2024                   |
| Ecuador       | 26 aprile 2024                   |
| Spagna        | 26 aprile 2024                   |
| Irlanda       | 26 aprile 2024                   |
| Regno Unito   | 26 aprile 2024                   |
| Portogallo    | 9 maggio 2024                    |
| Polonia       | 24 maggio 2024                   |
| Australia     | 28 novembre 2024                 |
| Nuova Zelanda | 28 novembre 2024                 |
| Norvegia      | 25 dicembre 2024                 |
| Stati Uniti   | 7 marzo 2025                     |
| Cina          | 8 marzo 2025                     |

## Accoglienza

### Incassi
C'è ancora domani ha occupato la prima posizione del botteghino nel fine settimana compreso tra il 26 e il 29 ottobre, con un incasso di 1,6 milioni di euro, divenendo il film italiano con il miglior esordio del 2023.
Con 5459113 biglietti venduti e un incasso totale di 36894640 €, il film è stato il più visto e con il maggior incasso dell'anno 2023 in Italia e secondo della stagione 2023-2024 dopo il film d'animazione della Pixar Inside Out 2. È il 10º film con il maggiore incasso in Italia e, con poco più di 50,1 milioni di dollari incassati globalmente, il quinto film italiano di maggior successo della storia del cinema.
Il 21 marzo 2024, C'è ancora domani è stato reso disponibile anche in Francia, dove ha incassato in tutto 4706376 $, di cui 800000 nel solo fine settimana d'esordio (dal 13 al 17 marzo), in cui è risultato il terzo film di maggior introito, alle spalle di Dune - Parte due e One Life. Nell'aprile seguente, invece, il film è stato distribuito nelle sale del Regno Unito, registrando un incasso di 117034 $ nel fine settimana d'esordio (dal 26 al 28 aprile), piazzandosi tredicesimo nella classifica delle pellicole di maggior incasso durante quel periodo.
L'8 marzo 2025 il film è stato reso disponibile in Cina, incassando 2450000 € con 450000 biglietti venduti in soli due giorni dall'uscita nelle sale.

### Critica
Il film è stato accolto molto positivamente dalla critica cinematografica italiana e internazionale, che ne ha apprezzato la regia e la sceneggiatura nell'affrontare tematiche legate al femminismo e al patriarcato, oltre che le capacità interpretative degli attori, in particolare modo della stessa Cortellesi, di Valerio Mastandrea e di Romana Maggiora Vergano. Il film è stato ritenuto tra i migliori progetti cinematografici del 2023, venendo classificato il 2º da Rolling Stone Italia, 3º da Panorama, 7º da Cinematographe e 11º da Movieplayer.it.
Paolo Mereghetti, recensendo il film per il Corriere della Sera, scrive che il lavoro di Paola Cortellesi è «decisamente notevole» poiché le scelte registiche «cercano di trovare un equilibrio non scontato tra una chiave realistica e una più esemplare e didascalica», trovando che alcune soluzioni abbiano delle «ingenuità» ma siano «conseguenza dell'ambizione e dell'originalità messe in campo». Il critico afferma che il film si propone di «allargare il discorso di Delia e delle altre donne verso una dimensione non più solo individuale, ma finalmente collettiva e sociale», aggiungendo che, pur affrontando tematiche «di violenza e di maltrattamenti», il progetto «non [le] mostra mai nel suo crudo realismo». Boris Sollazzo del The Hollywood Reporter Roma apprezza la capacità della regia di effettuare «inquadrature, soprattutto quelle più enfatiche e parossistiche, in modo controintuitivo, per sottolineare la normalità, di una camminata o di una lite», mentre la fotografia e montaggio risultano «bruschi il giusto, ripercorrendo un linguaggio anche visivo del tempo, pur con facce e alcune soluzioni registiche moderne». Alessandro De Simone di Ciak scrive che il film si imposta sul genere commedia con una «coraggiosa contaminazione tra musical, neorealismo e postmodernismo» e «virando a un certo punto quasi verso il giallo». Il giornalista sottolinea che sebbene non risulti tutto equilibrato, la sceneggiatura «porta un livello cinematografico superiore» al progetto, apprezzando «i tempi comici e tutte le interpretazioni», soprattutto di Emanuela Fanelli, Paola Tiziana Cruciani e «la sorpresa, bellissima» di Romana Maggiora Vergano.
Cristina Battocletti di Il Sole 24 Ore afferma che Cortellesi come regista «continua nel solco di un civismo che contraddistingue tutta la sua carriera», la quale dimostra «intelligenza anche a far propria la lezione della Commedia all'italiana» nonché d'impersonare una «maschera originalissima nel senso nobile della Commedia dell'Arte».  Federico Pontiggia del Cinematografo, il quale sostiene che il film «sa destreggiarsi tra comico e tragico ed evocare senza troppi infingimenti il neorealismo rosa, e quindi la commedia all’italiana nei caratteri umani, nel décor, nella temperie socioculturale». Gabriele Niola di Esquire Italia, invece, muove alcune obiezioni sulla buona riuscita di alcune sequenze del film, citando una scena che «tenta una difficile unione di ballo e violenza» e, «benché sia chiaro il suo intento di raccontare le radici di quella violenza, comunque è maldestra». Tuttavia, lo stesso giornalista afferma anche che, a differenza del «piattume senza idee delle commedie italiane», C'è ancora domani è «registicamente vivacissimo» e «pieno di rabbia», «come tutti i migliori esordi». Luisa Garribba Rizzitelli di HuffPost Italia, soffermandosi sui temi affrontati dal film, lo associa ai termini «svelare» e «autodeterminarsi», ritenendo che esso presenti «qualcosa di rivoluzionario e pieno di speranza» poiché non rivolto «alle donne [...], ma rivolgendosi ai compagni, ai fratelli, ai padri, [i quali] non possono che specchiarsi nella sequenza di episodi impietosi: lo strapotere maschile viziato dai privilegi della cultura ancora patriarcale». Rizzitelli sostiene che Cortellesi «sta mostrando non un tempo passato, ma lo specchio di ciò che c'è ancora oggi» imponendo nel finale del film «proprio agli uomini, di decidere da che parte stare, determinando la propria posizione rispetto alle lotte del femminismo».
Per la critica internazionale, Peter Bradshaw del The Guardian ha assegnato al film 4 stelle su 5, scrivendo che il film è una «narrazione con una sicurezza e un brio formidabili», che «rende omaggio ai primi film di Vittorio De Sica e Federico Fellini» attraverso «un gioco di prestigio narrativo che rasenta il magico-neorealismo, eseguito con spudorato estro teatrale e meravigliosamente composto in luminoso monocromo». Jonathan Romney del Financial Times ha descritto il film come «un'opera unica riflessiva, emotivamente soddisfacente e immensamente divertente, con un finale che dinamicizza in modo intelligente le nostre aspettative», apprezzando il lavoro di Davide Leone alla macchina da presa e la regia di Cortellesi che «mette in atto alcuni trucchi intelligenti, a volte rischiosi, passando dal melodramma alla farsa e ad alcuni scomodi momenti di tensione».

## Riconoscimenti
- 2024 – David di Donatello[6][7]
  - Miglior regista esordiente a Paola Cortellesi
  - Miglior attrice protagonista a Paola Cortellesi
  - Miglior attrice non protagonista a Emanuela Fanelli
  - Migliore sceneggiatura originale a Furio Andreotti, Giulia Calenda e Paola Cortellesi
  - David dello spettatore
  - David Giovani
  - Candidatura a Miglior film
  - Candidatura a Miglior attore protagonista a Valerio Mastandrea
  - Candidatura a Miglior attrice non protagonista a Romana Maggiora Vergano
  - Candidatura a Miglior attore non protagonista a Giorgio Colangeli
  - Candidatura a Miglior attore non protagonista a Vinicio Marchioni
  - Candidatura a Miglior produttore a Mario Gianani e Lorenzo Gamgarossa (Wildside)
  - Candidatura a Miglior autore della fotografia a Davide Leone
  - Candidatura a Miglior compositore a Lele Marchitelli
  - Candidatura a Miglior scenografia a Paola Comencini e Fiorella Cicolini
  - Candidatura a Migliori costumi a Alberto Moretti
  - Candidatura a Miglior trucco a Ermanno Spera
  - Candidatura a Miglior acconciatura a Teresa Di Serio
  - Candidatura a Miglior montaggio a Valentina Mariani
  - Candidatura a Miglior suono a Filippo Porcari, Alessandro Feletti, Luca Anzellotti e Paolo Segat
- 2024 – Nastro d'argento[4][5]
  - Film dell'anno
  - Premio Guglielmo Biraghi a Francesco Centorame
- 2024 – Globo d'oro
  - Miglior film
- 2024 – Norwegian International Film Festival di Haugesund
  - Premio del Pubblico
  - Premio Eurimages Audentia
- 2024  – Festival del Cinema di Göteborg
  - Premio "Dragon Award Best International Film"
- 2024 – Sydney Film Festival
  - Sydney Film Prize
- 2024 - Premio Suso Cecchi d'Amico (Castiglioncello) per la sceneggiatura
- 2023 – Festa del Cinema di Roma[51]
  - Premio Concorso Progressive Cinema – Premio speciale della Giuria
  - Premio Miglior Opera Prima BNL BNP Paribas – Menzione speciale
  - Premio del pubblico
- 2023 – Ciak d'oro[65]
  - Superciak d'oro a Paola Cortellesi
  - Migliore colonna sonora a Lele Marchitelli
  - Migliore locandina
  - Candidatura al miglior attore protagonista a Valerio Mastandrea
  - Candidatura alla rivelazione dell'anno a Romana Maggiora Vergano
- Biglietto d'oro 
  - 2023 - Maggior incasso cinematografico dell'anno
  - 2024 - Maggior incasso cinematografico dell'anno[66]
- 2024 – SIAE Music Awards[67]
  - Miglior colonna sonora – Cinema a Daniele Marchitelli

## Influenza culturale

### Proiezione in Senato
Il film è stato proiettato nell'aula del Senato della Repubblica su iniziativa del Presidente Ignazio La Russa (Fratelli d'Italia) il 23 novembre 2023, due giorni prima della Giornata internazionale per l'eliminazione della violenza contro le donne. In seguito all'evento, tuttavia, parte della stampa ha criticato la scarsa partecipazione da parte dei parlamentari e ministri in aula, nonché l'assenza della Presidente del Consiglio Giorgia Meloni (Fratelli d'Italia).

### Campagne di sensibilizzazione

#### Uso del film nelle scuole
(Paola Cortellesi, messaggio inviato al Senato della Repubblica)
Nelle settimane successive alla distribuzione del film, diverse scuole medie e superiori in tutta Italia hanno condotto campagne di sensibilizzazione sul tema della violenza di genere e sui femminicidi, incentivando le loro classi ad assistere alla proiezione del film presso le sale cinematografiche locali.
Il 22 novembre 2023 il film è stato proiettato in contemporanea, dal vivo e in live streaming, per oltre 56000 studenti di 365 scuole superiori durante un evento al Cinema Moderno di Roma, in cui sono intervenute le interpreti Paola Cortellesi, Emanuela Fanelli e Romana Maggiora Vergano.
Nel dicembre del 2023 un imprenditore di Lodi ha donato in anonimato 400 biglietti agli studenti della sua città per incentivarli ad assistere alla proiezione del film; la stessa regista ha apprezzato pubblicamente il gesto.

#### Impatto sull'opinione pubblica
Secondo numerosi critici e giornalisti, le tematiche affrontate dal film hanno contribuito a riaccendere le discussioni sulla violenza di genere e sui diritti delle donne in Italia, analogamente a quanto accaduto con gli omicidi di Giulia Tramontano e Giulia Cecchettin, avvenuti rispettivamente il 27 maggio e l'11 novembre 2023. Il Presidente della regione Campania Vincenzo De Luca (Partito Democratico) ha annunciato la volontà di attuare un progetto di sensibilizzazione negli istituti scolastici della Regione che prevedesse la visione di C'è ancora domani; la campagna, denominata Essere Umani, è ufficialmente iniziata nel dicembre dello stesso anno e ha previsto seicento proiezioni in trenta sale cinematografiche regionali per studenti delle scuole medie e superiori, oltre al coinvolgimento di psicologi, sociologi e pedagoghi.
Nel corso delle manifestazioni e dei cortei di cordoglio e protesta tenutisi in tutto il Paese a seguito dell'uccisione di Giulia Cecchettin, diverse persone partecipanti hanno esposto cartelli che riportavano alcune frasi tratte dai dialoghi sul tema della violenza e della discriminazione di genere presenti nel film; in particolare la regista e principale interprete Paola Cortellesi ha preso parte a una di queste manifestazioni a Roma, durante la quale ha ringraziato personalmente una manifestante, la studentessa Caterina Cesari.

## Casi mediatici

### Controversia sull'esclusione dai finanziamenti pubblici
Successivamente all'uscita nelle sale del film, il presidente dell'Umbria Film Commission Alberto Pasquale ha condiviso attraverso i propri canali social delle indiscrezioni riguardo all'esclusione di C'è ancora domani dai fondi pubblici erogati dalla Direzione Generale Cinema e audiovisivo del Ministero della cultura per il finanziamento di progetti cinematografici. Secondo la ricostruzione di Pasquale, nel 2022 la sceneggiatura e il progetto di produzione del film erano stati presentati alla commissione nelle categorie «opere di particolare qualità artistica» e «film difficili con risorse finanziarie modeste»; tuttavia, il 12 ottobre dello stesso anno, il film era stato collocato all'ultimo posto su 51 progetti esaminati per la prima categoria, in quanto ritenuto «progetto di opera non giudicata di straordinaria qualità artistica in relazione a temi culturali, a fatti storici, eventi, luoghi o personaggi che caratterizzano l'identità nazionale». Secondo lo stesso Pasquale, la sotto-commissione 4 aveva escluso C'è ancora domani anche dalla terna di titoli selezionata per la seconda categoria, che avrebbero ricevuto un finanziamento diretto di 630000 €.
Il ministro della cultura in carica all'epoca, Dario Franceschini (Partito Democratico), ha negato ogni coinvolgimento diretto nella decisione, affermando che «il compito di un ministro è solo tutelare l'autonomia della commissione tecnica e rispettarne le decisioni, incluse quelle, come in questo caso, non condivise» e che «un ministro che interferisce nelle decisioni di una commissione che eroga finanziamenti con valutazioni personali o politiche commette un reato». Franceschini ha anche sostenuto che il film avesse avuto accesso a un finanziamento di circa 3000000 € grazie al meccanismo automatico del tax credit, introdotto da un decreto interministeriale a opera dello stesso ministro, entrato ufficialmente in vigore nel febbraio del 2021.